# Danmarks fotbollslandslag i OS 1992
Danmarks fotbollslandslag i OS 1992
Danmarks fotbollslandslags trupp vid OS 1992 i Barcelona.
1. Niels Jørgensen
2. Thomas Helveg
3. Jacob Laursen
4. Claus Thomsen
5. Peter Andersen
6. Jakob Kjeldbjerg
7. Jens Madsen
8. Ronnie Ekelund
9. Miklos Molnar
10. Per Frandsen
11. Peter Møller
12. Jens Risager
13. Stig Tøfting
14. Lars Nielsen
15. Michael Hansen
16. Brian Flies
17. Jens Madsen
18. Michael Larsen
19. Søren Andersen
20. Michael Johansen

Förbundskapten: Viggo Jensen